# Siehe, der Hüter Israel

Siehe, der Hüter Israel (Vois, Israël est ton gardien), BWV Anh. 15, est une cantate sacrée de Johann Sebastian Bach écrite pour fêter le doctorat d'un étudiant de l'Université. C'est la seule connue de Bach pour une célébration de ce type. Elle fut probablement jouée le jeudi 27 avril 1724 en l'église Saint-Paul de Leipzig et requérait trois trompettes et timbales, deux hautbois, trois violons, un alto, le continuo et un chœur de quatre voix.
La musique de cette cantate a été perdue et le librettiste en est inconnu.

## Sources
- (en) Cantate BWV Anh. 15 sur Bach-cantatas.com
- Gilles Cantagrel, Les cantates de J.-S. Bach, Paris, Fayard, mars 2010, 1665 p.  (ISBN 978-2-213-64434-9)